# Скалистівська сільська рада
Скали́стівська сільська́ ра́да — адміністративно-територіальна одиниця та орган місцевого самоврядування в Бахчисарайському районі Автономної Республіки Крим. Адміністративний центр — село Скалисте.

## Загальні відомості
- Населення ради: 4 708 осіб (станом на 2001 рік)

## Населені пункти
Сільській раді підпорядковані населені пункти:
- с. Скалисте
- с. Глибокий Яр
- с. Прохладне
- с. Трудолюбівка

## Склад ради
Рада складається з 28 депутатів та голови.
- Голова ради: Семенов Олександр Павлович

### Керівний склад попередніх скликань
| Прізвище, ім'я, по батькові | Основні відомості                                                         | Дата обрання | Дата звільнення |
| --------------------------- | ------------------------------------------------------------------------- | ------------ | --------------- |
| Ігнатьєв Юрій Васильович    | Сільський голова, 1949 року народження, член Комуністичної партії України | 26.03.2006   | 31.10.2010      |
| Семенов Олександр Павлович  | Сільський голова, 1959 року народження, освіта вища, член Партії регіонів | 31.10.2010   |                 |

Примітка: таблиця складена за даними сайту Верховної Ради України

### Депутати
За результатами місцевих виборів 2010 року депутатами ради стали:

#### За суб'єктами висування
| Суб'єкт висування           | Кількість обраних депутатів | %    |
| --------------------------- | --------------------------- | ---- |
| Самовисування               | 23                          | 82,1 |
| Партія регіонів             | 3                           | 10,7 |
| Комуністична партія України | 2                           | 7,1  |

#### За округами
| № округу                    | Прізвище, ім'я, по батькові      | Дата визнання обраним | Освіта  | Партійна приналежність            | Відомості про обраного депутата                              |
| --------------------------- | -------------------------------- | --------------------- | ------- | --------------------------------- | ------------------------------------------------------------ |
| Комуністична партія України |                                  |                       |         |                                   |                                                              |
| 8                           | Святохо Галина Григорівна        | 01.11.2010            | середня | член Комуністичної партії України | РКВД м. Сімферополь, медсестра                               |
| 18                          | Боярінова Людмила Михайлівна     | 01.11.2010            | вища    | член Комуністичної партії України | тимчасово не працює                                          |
| Партія регіонів             |                                  |                       |         |                                   |                                                              |
| 10                          | Ткачева Світлана Олександрівна   | 01.11.2010            | середня | член Партії регіонів              | ПП «Скалисте», контролер                                     |
| 17                          | Бондюк Ірина Василівна           | 01.11.2010            | вища    | член Партії регіонів              | Скалистівська сільська рада, секретар                        |
| 23                          | Юрченко Галина Іванівна          | 14.03.2011            | вища    | член Партії регіонів              | загальноосвітня школа, вчитель російської мови та літератури |
| Самовисування               |                                  |                       |         |                                   |                                                              |
| 1                           | Старцев Валерій Аркадійович      | 01.11.2010            | середня | член Партії регіонів              | пенсіонер                                                    |
| 2                           | Давиденко Володимир Павлович     | 01.11.2010            | вища    | член Партії регіонів              | пенсіонер                                                    |
| 3                           | Костильова Тетяна Георгіївна     | 01.11.2010            | вища    | позапартійна                      | тимчасово не працює                                          |
| 4                           | Репєвська Ірина Валеріївна       | 01.11.2010            | вища    | позапартійна                      | тимчасово не працює                                          |
| 5                           | Кучумова Наталя Вікторівна       | 01.11.2010            | середня | член Партії регіонів              | тимчасово не працює                                          |
| 6                           | Марченко Сергій Володимирович    | 01.11.2010            | вища    | член Партії регіонів              | ПК «Южний», керівник виробництва                             |
| 7                           | Костильова Алла Володимирівна    | 01.11.2010            | середня | член Партії регіонів              | тимчасово не працює                                          |
| 9                           | Ярушніков Владислав Анатолійович | 01.11.2010            | середня | позапартійний                     | Кримський загін в/охорони, старший стрілець                  |
| 11                          | Абдурашитов Сервер Ідрісович     | 01.11.2010            | вища    | позапартійний                     | пенсіонер                                                    |
| 12                          | Борсукова Ірина Яковлівна        | 01.11.2010            | середня | позапартійна                      | фельдшерсько-акушерський пункт, санітарка                    |
| 13                          | Бессмертний Борис Ігоревич       | 01.11.2010            | вища    | позапартійний                     | тимчасово не працює                                          |
| 14                          | Єрофеєв Сергій Павлович          | 01.11.2010            | середня | член Партії регіонів              | приватний підприємець                                        |
| 15                          | Лапшина Віра Іванівна            | 01.11.2010            | вища    | член Партії регіонів              | ОАО «АЗБМ», комірник-контролер                               |
| 16                          | Петросян Рома Макічевич          | 01.11.2010            | вища    | позапартійний                     | приватний підприємець                                        |
| 19                          | Ігнатьєв Юрій Васильович         | 01.11.2010            | вища    | член Комуністичної партії України | Скалистівська сільська рада, голова                          |
| 20                          | Штепенко Любов Анатоліївна       | 01.11.2010            | середня | позапартійна                      | МП «Севан», гол.бухгалтер                                    |
| 21                          | Корж Олександр Миколайович       | 01.11.2010            | вища    | позапартійний                     | КЮІ ОДУ МВС, водій-співробітник                              |
| 22                          | Чукліна Валентина Яковлівна      | 01.11.2010            | вища    | позапартійна                      | Скалистівська загальноосвітня школа, викладач                |
| 24                          | Малоштан Василь Григорович       | 01.11.2010            | вища    | позапартійний                     | ОГАИ м. Бахчисарай, інспектор                                |
| 25                          | Лисенко Володимир Прокопійович   | 01.11.2010            | вища    | член Партії регіонів              | ПП «Лисенко», приватний підприємець                          |
| 26                          | Краснопьорова Галина Юхимівна    | 01.11.2010            | вища    | позапартійна                      | Скалистівська сільська рада, спеціаліст з субсидій           |
| 27                          | Небієва Лєнара Шевхієвна         | 01.11.2010            | вища    | позапартійна                      | пенсіонер                                                    |
| 28                          | Керімова Ремзіє                  | 01.11.2010            | вища    | позапартійна                      | МП «Маркур», гол.бухгалтер                                   |